# Guidizzolo
Guidizzolo es una localidad y comune italiana de la provincia de Mantua, región de Lombardía, con 5.454 habitantes.

## Evolución demográfica
| Gráfica de evolución demográfica de Guidizzolo entre 1861 y 2001 |
|                                                                  |
| Fuente ISTAT - elaboración gráfica de Wikipedia                  |